# Розношенська сільська рада
| Розношенська сільська рада — орган місцевого самоврядування у Благовіщенському районі Кіровоградської області з адміністративним центром у с. Розношенське. Сільській раді підпорядковані населені пункти: - с. Розношенське |

## Склад ради
Рада складається з 14 депутатів та голови.

### Керівний склад ради
| ПІБ                           | Основні відомості                                                                             | Дата обрання | Дата звільнення |
| ----------------------------- | --------------------------------------------------------------------------------------------- | ------------ | --------------- |
| Пишний Геннадій Володимирович | Сільський голова, 1967 року народження, освіта, член Всеукраїнського об'єднання 'Батьківщина' | 26.03.2006   | 31.10.2010      |
| Пишний Геннадій Володимирович | Сільський голова, 1967 року народження, освіта середня загальна, безпартійний                 | 31.10.2010   |                 |

Примітка: таблиця складена за даними джерела

## Населення
Згідно з переписом УРСР 1989 року чисельність наявного населення сільської ради становила 1121 особа, з яких 466 чоловіків та 655 жінок.
За переписом населення України 2001 року в сільській раді мешкало 1000 осіб.

### Мова
Розподіл населення за рідною мовою за даними перепису 2001 року:
| Мова       | Відсоток |
| ---------- | -------- |
| українська | 97,90 %  |
| російська  | 1,60 %   |
| молдовська | 0,50 %   |